# Afar (popolo)
Afàr o Dáncali (in lingua afar Qafár, in lingua ge'ez ዐፋር  traslitterato in ʿĀfār, in arabo: عفار, in amarico አፋር, ʾAfar) è un gruppo etnico nomade del Corno d'Africa, che risiede principalmente nel deserto della Dancalia, nella Regione di Afar, in Etiopia. Presenti anche in Eritrea e Gibuti. La loro figura è snella e i loro lineamenti molto fini.
I Dancali allevano cammelli e vendono il sale ricavato dal suolo, che si è impregnato grazie all'evaporazione di antichi laghi costieri.
La forma delle abitazioni varia a seconda di diverse tecniche di costruzione e dei materiali disponibili sul luogo. In generale, si tratta di piccole capanne con armatura di rami, ricoperte di stuoie, a forma di cupola emisferica. In luoghi rocciosi, le abitazioni si annidano intorno alle caverne naturali, come piccoli alveari. Nelle regioni costiere, più povere di vegetazione, si costruiscono ricoveri di forma cilindrica, con pietre sovrapposte a secco, alti due metri e coperti con stuoie o pelli di bue.
Praticano l'Islam, al quale si convertirono attorno al X secolo sotto la pressione dei mercanti arabi.